# Aporia tsinglingica
Aporia tsinglingica is een vlindersoort uit de familie van de Pieridae (witjes), onderfamilie Pierinae.
Aporia tsinglingica werd in 1911 beschreven door Verity.